# 筒井駅 (奈良県)
筒井駅（つついえき）は、奈良県大和郡山市筒井町八王寺にある、近畿日本鉄道（近鉄）橿原線の駅。駅番号はB31。

## 歴史
当駅前後の区間は1977年6月に、国道25号との立体交差化により高架化されている。

### 年表
- 1922年（大正11年）4月1日：大阪電気軌道畝傍線（現在の橿原線）郡山（現在の近鉄郡山） - 平端間開通時に開業[2]。
- 1941年（昭和16年）3月15日：参宮急行電鉄との会社合併により、関西急行鉄道の駅となる[2]。
- 1944年（昭和19年）6月1日：会社合併により近畿日本鉄道の駅となる[2]。
- 1975年（昭和50年）2月：高架化工事着手[3]。
- 1976年（昭和51年）6月6日：下り線高架化[4]。
- 1977年（昭和52年）6月5日：高架化完了[1]。
- 2007年（平成19年）4月1日：PiTaPa使用開始[5]。

## 駅構造
相対式2面2線のホームを持つ高架駅（橿原線では唯一）。ホーム有効長は4両分。改札は1階、コンコースは中2階、ホームは2階にある。改札口は1ヶ所のみ。
天理駅管理の有人駅で、PiTaPa・ICOCA対応の自動改札機および自動精算機（回数券カードおよびICカードのチャージに対応）が設置されている。

### のりば
| のりば | 路線     | 方向 | 行先                 |
| ------ | -------- | ---- | -------------------- |
| 1      | B 橿原線 | 下り | 天理・橿原神宮前方面 |
| 2      | B 橿原線 | 上り | 大和西大寺・京都方面 |

## 利用状況
近年における当駅の1日乗降人員の調査結果は以下の通り。
- 2022年11月8日：7,369人
- 2021年11月9日：6,964人
- 2018年11月13日：7,779人
- 2015年11月10日：7,960人
- 2012年11月13日：7,192人
- 2010年11月9日：7,495人
- 2008年11月18日：8,209人
- 2005年11月8日：9,376人

## 駅周辺
- 奈良県立大和中央高等学校
- 奈良県立盲学校・奈良県立ろう学校
- 昭和工業団地
- パナソニックホームアプライアンス社
  - 松下幸之助商学院女子部
- 大和郡山筒井郵便局
- 奈良県中央卸売市場
- ニッタ
- 大和郡山市立筒井小学校
- 大和郡山市立郡山南中学校
- 大和郡山市南部公民館
  - 図書室
- 奈良県赤十字血液センター
- フォレオタウンつつい
- 奈良陸運支局
- 国道25号
- 南都銀行 筒井支店
- 奈良信用金庫 筒井支店
- ロピア 大和郡山店
- オークワ 大和郡山筒井北店

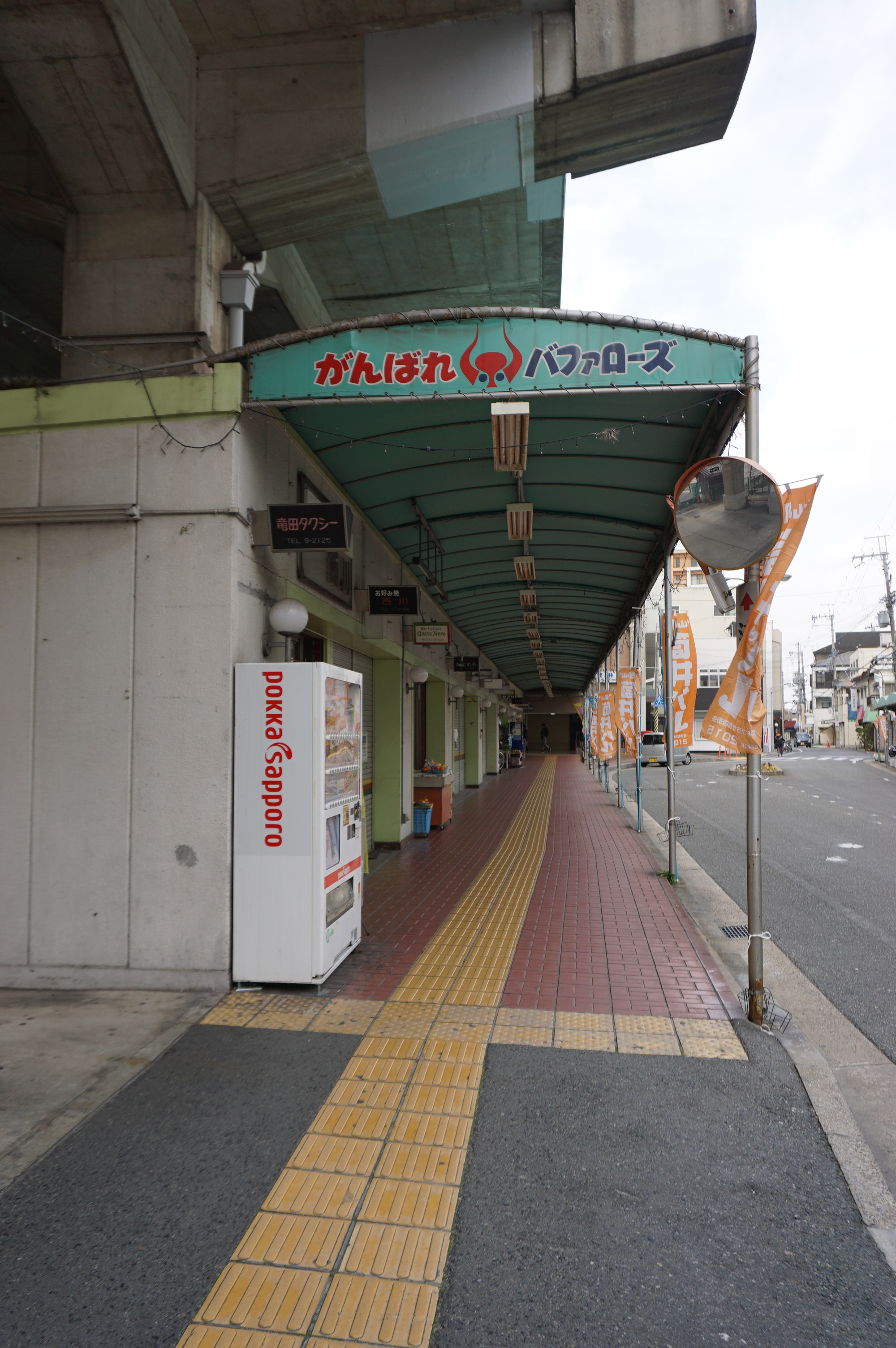
駅高架下の商店街に残る近鉄バファローズ時代のマークが入った「がんばれバファローズ」の看板

- 大和小泉駅 - 西日本旅客鉄道（JR西日本）関西本線（大和路線）、西へ約1.5km

### バス路線
奈良交通が運行（※路線は2011年12月1日時点のもの）
- 東行
  - 63系統 国道横田 止
  - 92系統 シャープ前 行
- 西行
  - 63・92系統 王寺駅 行（法隆寺前・斑鳩町役場経由）

近鉄沿線から法隆寺へは当駅が最寄りとなるため、法隆寺への乗り換え路線として位置づけられており、かつて近鉄が提供していたテレビ番組「真珠の小箱」では、当駅からのバス利用を案内していた。JRや近鉄が発売しているフリー切符の指定路線になっている。

## 隣の駅
近畿日本鉄道
B 橿原線
■急行
通過
■普通
近鉄郡山駅 (B30) - 筒井駅 (B31) - 平端駅 (B32)